# Lynique Beneke
Pour les articles homonymes, voir Prinsloo.
Lynique Prinsloo (née le 30 mars 1991) est une athlète sud-africaine, spécialiste du saut en longueur.

## Biographie
Son record est de 6,81 m obtenu à Stellenbosch en avril 2013.

## Palmarès
| Date | Compétition            | Lieu        | Résultat | Marque |
| ---- | ---------------------- | ----------- | -------- | ------ |
| 2012 | Championnats d'Afrique | Porto-Novo  | 3e       | 6,22 m |
| 2015 | Jeux africains         | Brazzaville | 5e       | 6,13 m |
| 2016 | Championnats d'Afrique | Durban      | 5e       | 6,20 m |
| 2018 | Championnats d'Afrique | Asaba       | 3e       | 6,38 m |
| 2019 | Jeux africains         | Rabat       | 3e       | 6,30 m |

### Records
| Épreuve          | Épreuve      | Performance | Lieu         | Date          |
| ---------------- | ------------ | ----------- | ------------ | ------------- |
| Saut en longueur | En plein air | 6,81 m      | Stellenbosch | 13 avril 2013 |